# Auktion (Stichspiel)
Auktion ist ein schwedisches Kartenspiel, das mit Einsätzen gespielt wird und darum, drei Stiche von drei möglichen zu gewinnen.
Es wird mit 36 Karten (ohne zwei bis fünf) gespielt. Beim Kartengeben erhalten die Spieler jeweils drei Karten. Drei weitere Karten werden als Talon verdeckt auf dem Tisch gelegt. Der Rest der Karten wird nicht verwendet. Bevor das Spiel beginnt, findet eine Auktion um Talon statt. Wer das höchste Angebot gemacht hat, kann, nach Bestimmung der Trumpffarbe, den Talon aufnehmen und drei Karten auswählen, mit denen er spielen kann. Die übrigen drei Karten müssen abgelegt werden. Wenn der Spielmacher es schafft, alle drei Stiche zu gewinnen, bekommt er einen Betrag aus dem Topf, der dem, was für dan Talon bezahlt wurde, entspricht, im Falle eines gescheiterten Spiels muss der gleiche Betrag an den Topf gezahlt werden.